# Jesse Tamangrow
Jesse Tamangrow (ur. 16 marca 1982) – lekkoatleta z Palau, sprinter, którego rekord życiowy w biegu na 100 metrów wynosi 11,38 sek. Został on ustanowiony na igrzyskach olimpijskich w Pekinie. Tamangrow zajął wtedy siódmą pozycję w swoim biegu eliminacyjnym i 74. w klasyfikacji ogólnej.

## Rekordy życiowe
| Dystans       | Wynik (s) | Miejsce | Data             |
| ------------- | --------- | ------- | ---------------- |
| Bieg na 100 m | 11,38     | Pekin   | 15 sierpnia 2008 |